# Charente (râu)
Charente este un râu în vestul Franței. Izvorăște din departamentul Haute-Vienne lânga localitatea Chéronnac, in Masivul Central. Are o lungime de 381 km, un debit mediu de 95 m³/s și un bazin colector de 10.594 km². Se varsă în Oceanul Atlantic în Golful Biscaya în apropierea localității Port-des-Barques, Charente-Maritime.